# Moonlight Drive
«Moonlight Drive» (с англ. — «Дорога из лунного света») — песня американской рок-группы The Doors, выпущенная на втором альбоме группы Strange Days.
«Moonlight Drive» является одной из первых песен, написанных Джимом Моррисоном. Согласно его первой биографии «No One Here Gets Out Alive», Моррисон написал песню во время своих «счастливых дней», проведённых на крыше дома в пригороде Лос-Анджелеса. Когда он прочитал строки песни своему другу Рэю Манзареку, тот был восхищён ею, и в тот момент они решили создать музыкальную группу; а Моррисон уже определился с названием: «The Doors».
Во время концертных выступлений группы Моррисон заменял слова песни на, к примеру, «fishes for your friends» и «pearls for your eyes» (с англ. — «рыбы будут твоими друзьями, жемчуг — твоими глазами»), вызывая в воображении образ тела, разлагающегося на дне океана.
Песня вошла в саундтрек к фильму «Двухполосное шоссе» 1971 года, вышедшего на экраны на той же неделе, когда умер Моррисон

## Использование песни
- В фильме «Меньше, чем ноль»
- В фильме «Двухполосное шоссе»